# Kariera Nikosia Dyzmy

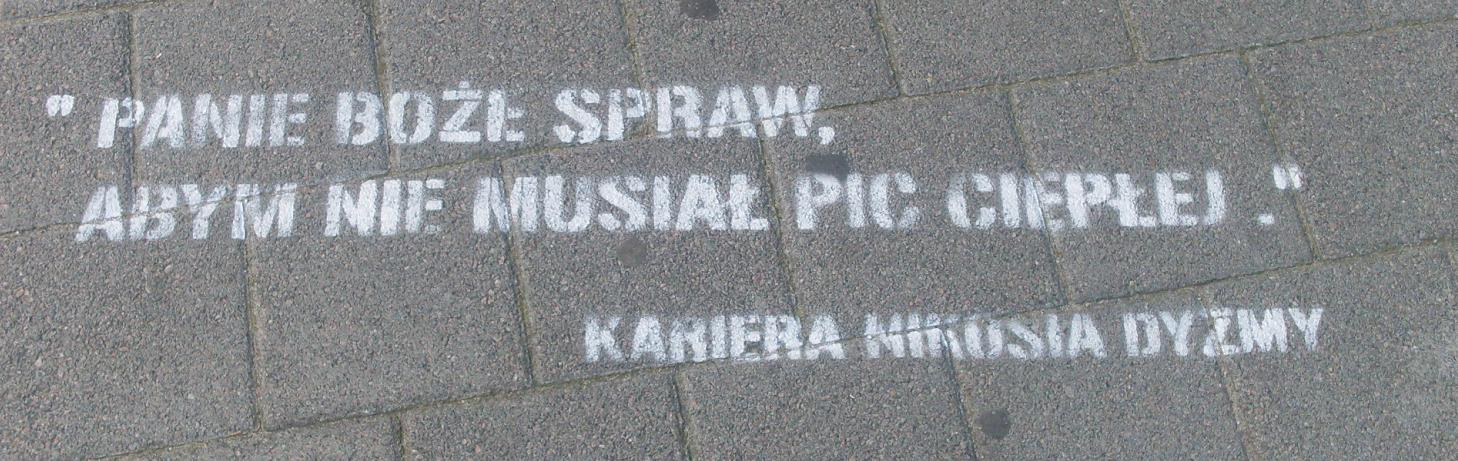
Kwestia z filmu okazana podczas promocji 33. Festiwalu Polskich Filmów Fabularnych w Gdyni w 2008 roku

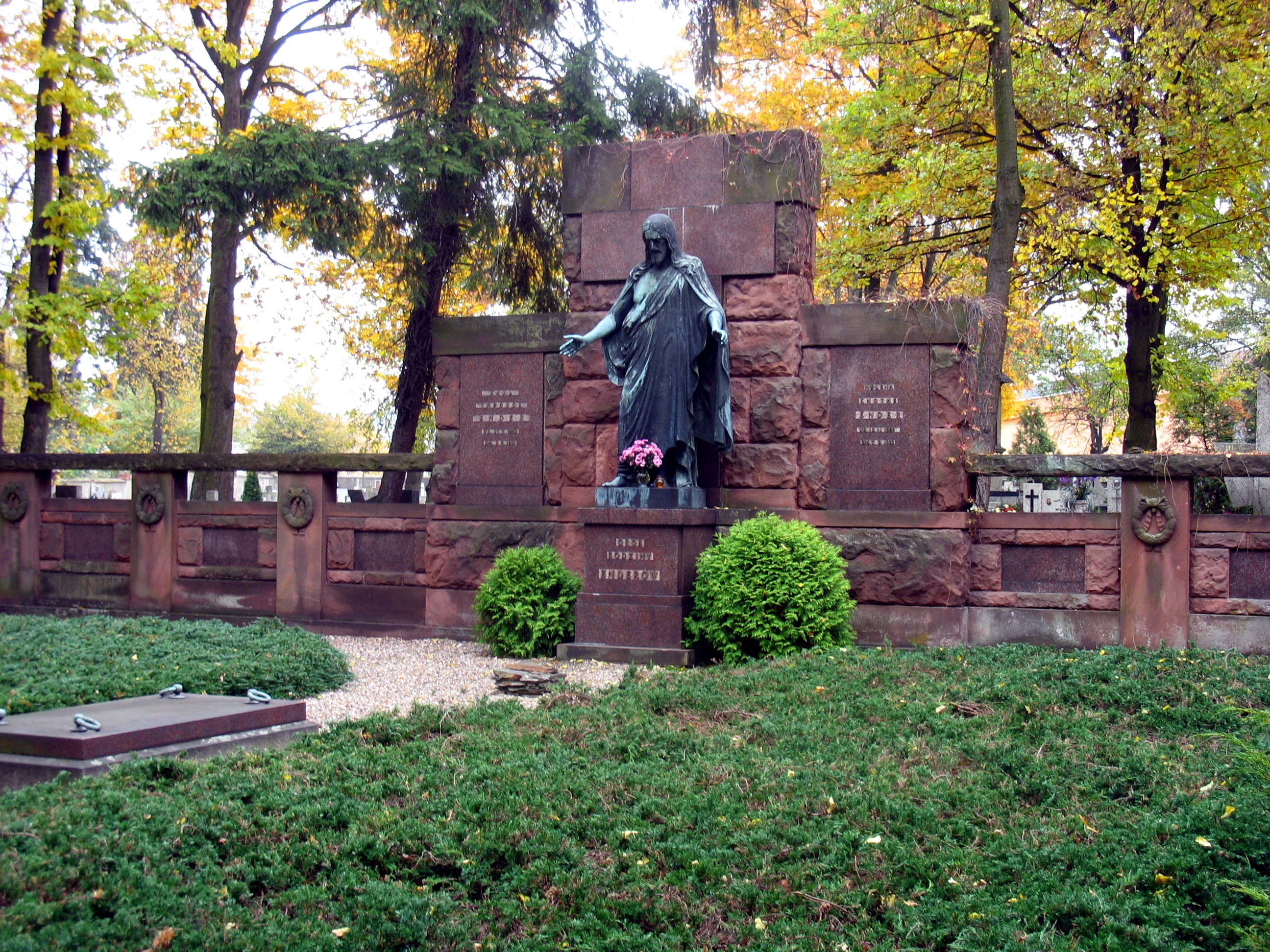
Cmentarz ewangelicki w Pabianicach, jeden z plenerów

Kariera Nikosia Dyzmy – polski komediowy film fabularny z roku 2002 w reżyserii Jacka Bromskiego.

## O filmie
Film jest współczesną adaptacją powieści Kariera Nikodema Dyzmy Tadeusza Dołęgi-Mostowicza z 1932 roku.
Producentem filmu była KASA Balcerzak, powołane do tego celu przedsiębiorstwo Michała Balcerzaka. Scenariusz na podstawie powieści napisał Tomasz Kępski. Budżet filmu wynosił 14 milionów euro. Zdjęcia rozpoczęto w październiku 2001 roku. W roli współczesnego Dyzmy wystąpił Cezary Pazura.
Plenery: Pabianice (cmentarz ewangelicki), Łódź (pałac Izraela Poznańskiego przy ul. Ogrodowej, siedziba „Polonii” przy al. Mickiewicza – filmowy gabinet biznesmena Kilińskiego, rektorat PWSFTviT – filmowy gabinet senator Walewskiej, rektorat Akademii Medycznej – filmowy gabinet ministra Jaszuńskiego, hipermarket M1, park Poniatowskiego, ul. Maratońska, ul. Wólczańska przy szpitalu Pirogowa), Leśmierz (cukrownia), Wola Błędowa (pole golfowe), Warszawa, Gdynia (port).

## Kontrowersje
Serial telewizyjny Kariera Nikodema Dyzmy z 1980 roku cieszył się dużą popularnością, dlatego pod koniec XX wieku jego twórcy postanowili nakręcić kontynuację – serial i film o losach współczesnego Dyzmy. We wrześniu 1999 roku rozpoczęły się przygotowania do produkcji, a o projekcie poinformowano w prasie. 13-odcinkowy serial telewizyjny i równocześnie film kinowy miały nosić tytuł Kariera Sebastiana Dyzmy. Scenariusz napisał Witold Orzechowski, współtwórca serialu z 1980 roku, który był również reżyserem i producentem. W tytułowej roli Sebastiana Dyzmy, czyli wnuka Nikodema Dyzmy, miał wystąpić Wojciech Malajkat. W głównych rolach wystąpić mieli również Paweł Deląg, Szymon Bobrowski, Paweł Wilczak i Robert Gonera, a w pozostałych m.in. Jerzy Bończak i Grażyna Barszczewska (aktorzy z serialu z 1980) oraz Agnieszka Warchulska, Agnieszka Sitek i Katarzyna Groniec.
Zdjęcia do nowego serialu i filmu planowano rozpocząć wiosną 2002 roku. Jednak projekt zarzucono po dwuletnich przygotowaniach ze względu na rozpoczęcie w połowie 2001 roku przez Jacka Bromskiego realizacji filmu Kariera Nikosia Dyzmy. Producentem filmu Bromskiego był Michał Balcerzak, który we wrześniu 1999 zgłosił się do Orzechowskiego z propozycją współpracy (którą zarzucono) i otrzymał wówczas od niego treatment scenariusza nowego serialu. Twórcy Kariery Sebastiana Dyzmy wystąpili na drogę sądową przeciwko twórcom filmu Bromskiego oskarżając ich o świadomą kradzież pomysłu i naruszenie praw autorskich.
Pomimo tytułu, film Jacka Bromskiego jest zaledwie luźną adaptacją powieści Dołęgi-Mostowicza. Imię głównego bohatera filmu, Nikoś, nawiązuje do pseudonimu gangstera Nikodema Skotarczaka, uważanego w latach 90 XX w. za szefa mafii trójmiejskiej, zastrzelonego w 1998 roku („Nikoś” Skotarczak związany był również ze światem filmowym, miał epizodyczną rolę w filmie Sztos). Film Bromskiego zawiera również wiele aluzji do ówczesnej sytuacji politycznej w III RP oraz epatuje nagością, wulgaryzmami i scenami pijaństwa.

## Fabuła
Film opowiada o życiu Nikosia Dyzmy (Cezary Pazura) – zwykłego grabarza, rudego pechowca, ale utalentowanego mówcy pogrzebowego – którego smutne życie całkiem przypadkowo ulega zmianie. Okazja trafia się sama, za sprawą przywłaszczonego sobie zaproszenia na koktajl dyplomatyczny. Zastawione stoły i cała masa zimnej wódki... tutaj Nikoś czuje się jak ryba w wodzie. Do czasu.
Oblany wybornym trunkiem przez nieuważnego i nieokrzesanego gościa, zdenerwowany i podpity Nikoś obrzuca bufona przekleństwami. Ten drobny epizod okazuje się punktem zwrotnym w karierze mistrza ceremonii pogrzebowej. Wieść, że tajemniczy nieznajomy publicznie naubliżał znienawidzonemu wicepremierowi Terkowskiemu (Lew Rywin), elektryzuje zgromadzoną na bankiecie śmietankę polityczną, a przed Nikosiem otwierają się drzwi do niesamowitej kariery. Od razu o względy Nikosia zaczynają zabiegać Roman Kiliński (Andrzej Grabowski), król zagęszczacza spożywczego i temperamentna pani senator z senackiej Komisji Skarbu Anna Walewska (Ewa Kasprzyk). Dyzma porzuca pracę na cmentarzu i opuszcza swoich nie wylewających za kołnierz kolegów Niemrawego (Tomasz Sapryk) i Władeczka (Andrzej Zaborski). Kim jest Nikodem Dyzma? Doktorem ekonomii, szarą eminencją w elitach władzy, utalentowanym biznesmenem? Mit, że Nikoś załatwi wszystko, rozchodzi się lotem błyskawicy. Balansując między sypialniami wpływowych kobiet, gabinetami dyrektorów spółek i salonami polityków, Dyzma – za sprawą przypadku czy może instynktu – uczy się, jak wielką wagę może mieć z pozoru nieistotna, mimochodem rzucona informacja. Świat biznesmenów z kilkoma klasami szkoły podstawowej, odgrzewających mity podziemia polityków i ich znudzonych młodych żon, pożądliwie wyciąga ręce w kierunku nowego bohatera współczesności. Już wkrótce o Nikosia upomni się ulica – tylko Dyzma, mówiący tym samym językiem, co oni, potrafi uspokoić wzburzonych rolników i „wejść między ludzi”. Były grabarz, głoszący, że dobre tylko to, co polskie, błyskawicznie pnie się w rankingach najpopularniejszych polityków. Nic więc dziwnego, że w sytuacji załamania narodowej gospodarki Nikoś, ulubieniec ludu i elity, staje się postacią ze wszech miar pożądaną przez skorumpowany i bezradny rząd.

## Obsada
- Cezary Pazura – Nikoś Dyzma, którego pierwowzorem jest postać Nikodema Dyzmy
- Anna Przybylska – ministrowa Jadzia Jaszuńska
- Ewa Kasprzyk – senator Anna Walewska
- Andrzej Grabowski – Roman Kiliński, przedsiębiorca
- Krzysztof Globisz – Jan Maria Jaszuński, minister rolnictwa
- Olgierd Łukaszewicz – premier
- Lew Rywin – wicepremier Maciej Terkowski
- Włodzimierz Press – Gradkowski, polityk koalicyjny
- Mikołaj Grabowski – Graczyk, szef Głównego Urzędu Ceł
- Krzysztof Pieczyński – Jerzy Kropiel, szef służb specjalnych
- Łukasz Lewandowski – Klemens Poraziński, asystent Nikosia
- Andrzej Zaborski – Jan Władeczek, grabarz
- Tomasz Sapryk – Niemrawy, grabarz
- Jan Jurewicz – kierownik zakładu pogrzebowego
- Katarzyna Figura – pielęgniarka w lecznicy rządowej
- Danuta Rinn – Frania, gosposia Nikosia
- Krzysztof Kowalewski – major Borewicz, oficer byłej Służby Bezpieczeństwa
- Marek Cichucki – Kazio, kierowca Nikosia
- Dariusz Juzyszyn – Mieczysław, Brat Duży
- Andrzej Pieczyński – Stanisław, Brat Mały
- Katarzyna Paskuda – Madzia Terkowska, żona wicepremiera Macieja Terkowskiego
- Aleksandra Kisio – żona ministra gospodarki
- Ignacy Lewandowski – senator
- Emilian Kamiński – przewodniczący Sławomir Trędowaty
- Piotr Adamczyk – lektor języka angielskiego
- Natalia Walarowska(inne języki) – dziennikarka
- Kamil Durczok – dziennikarz, prowadzący program Ring wolny
- Magdalena Michalak – dziennikarka
- Aleksander Bednarz – urzędnik decydujący o zwolnieniu z podatku VAT
- Cezary Kosiński – instruktor nauki jazdy
- Wojciech Medyński – kelner roznoszący wódkę na przyjęciu (niewymieniony w czołówce)
- Ryszard Chlebuś – gość na przyjęciu
- Marek Kasprzyk – goryl z BOR
- Bartłomiej Krat(inne języki)
- Marek Romantowski(inne języki) – facet z koszem wódki
- Krzysztof Czeczot
- Łukasz Biela

## Dodatkowe informacje
Miejscem pracy tytułowego bohatera jest cmentarz w Zielonce. Lecz sceny kręcono na cmentarzu ewangelickim w Pabianicach.